# Sächsische Volkskammer
Die Sächsische Volkskammer war vom 25. Februar 1919 bis zum 4. November 1920 das Landesparlament des Freistaates Sachsen. Sie bestand aus 96 Abgeordneten, die am 2. Februar 1919 gewählt worden waren. Ein Schwerpunkt ihrer Tätigkeit war die Erarbeitung einer neuen Verfassung nach der Novemberrevolution. In der am 26. Oktober 1920 von der Volkskammer verabschiedeten Verfassung wurde das Landesparlament der sächsischen Tradition entsprechend wieder als Landtag bezeichnet. Der erste Sächsische Landtag in der Weimarer Republik konstituierte sich am 7. Dezember 1920. Präsident der Sächsischen Volkskammer war Julius Fräßdorf (SPD).